# كلود يفبفر
كلود لوفيفر (12 سبتمبر 1632 (معمد) - 25 أبريل 1675) كان رسامًا ونقاشًا فرنسيًا.

## الحياة المبكرة والتدريب
وُلِد لوفيفر في فونتينبلو، وهو ابن الرسام جان لوفيفر (1600-1675)، وأصبح عضوًا في ورشة كلود دو هوي (1585-1660) في فونتينبلو. في عام 1654، درس تحت إشراف أوستاش لو سوير في باريس، وبعد وفاة لو سوير عام 1655، واصل تعليمه مع شارل لوبران. من المحتمل أنه عمل تحت إشراف لو برون في إعداد الرسوم التخطيطية (المفقودة) لسلسلة منسوجات تاريخ الملك (قصر فرساي) ورسم لوحة الميلاد (المفقودة) للملك لويس الرابع عشر. ومع ذلك، رأى لو برون أن تكويناته كانت ضعيفة، فشجّعه على التخصص في رسم البورتريه.

## حياة مهنية

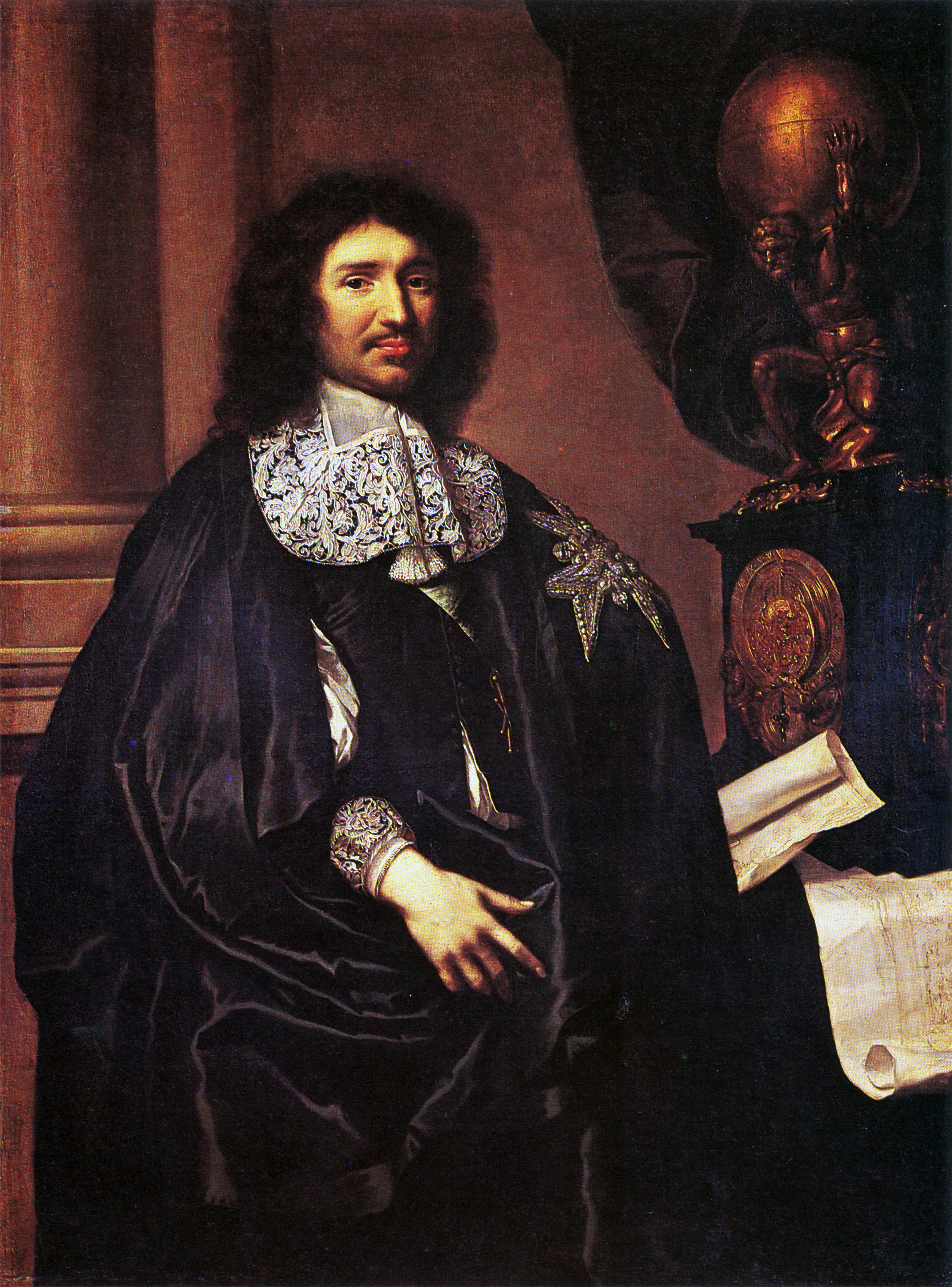
صورة كولبير ، 1666

سرعان ما أثبت لوفيفر نفسه كأحد أبرز فناني البورتريه، وفي عام 1663، عندما كان في الثلاثين من عمره، تم قبوله (reçu) عضوًا في الأكاديمية الملكية للرسم والنحت تقديرًا لبورتريه جان باتيست كولبير (الموجود في قصر فرساي). قضى لوفيفر عدة سنوات في تنفيذ هذا البورتريه، وقدمها أخيرًا في 30 أكتوبر 1666. شغل منصب أستاذ مساعد في الأكاديمية منذ عام 1664. ومن بين تلاميذه فرانسوا دو تروا وجان كوتيل الأصغر. 
زار إنجلترا، حيث تأثر بأعمال أنتوني فان دايك. وفي لندن تمت دعوته للرسم في بلاط الملك تشارلز الثاني ملك إنجلترا. أعماله موجودة في مجموعات رئيسية مثل المعرض الوطني للصور في لندن، ومتحف اللوفر.

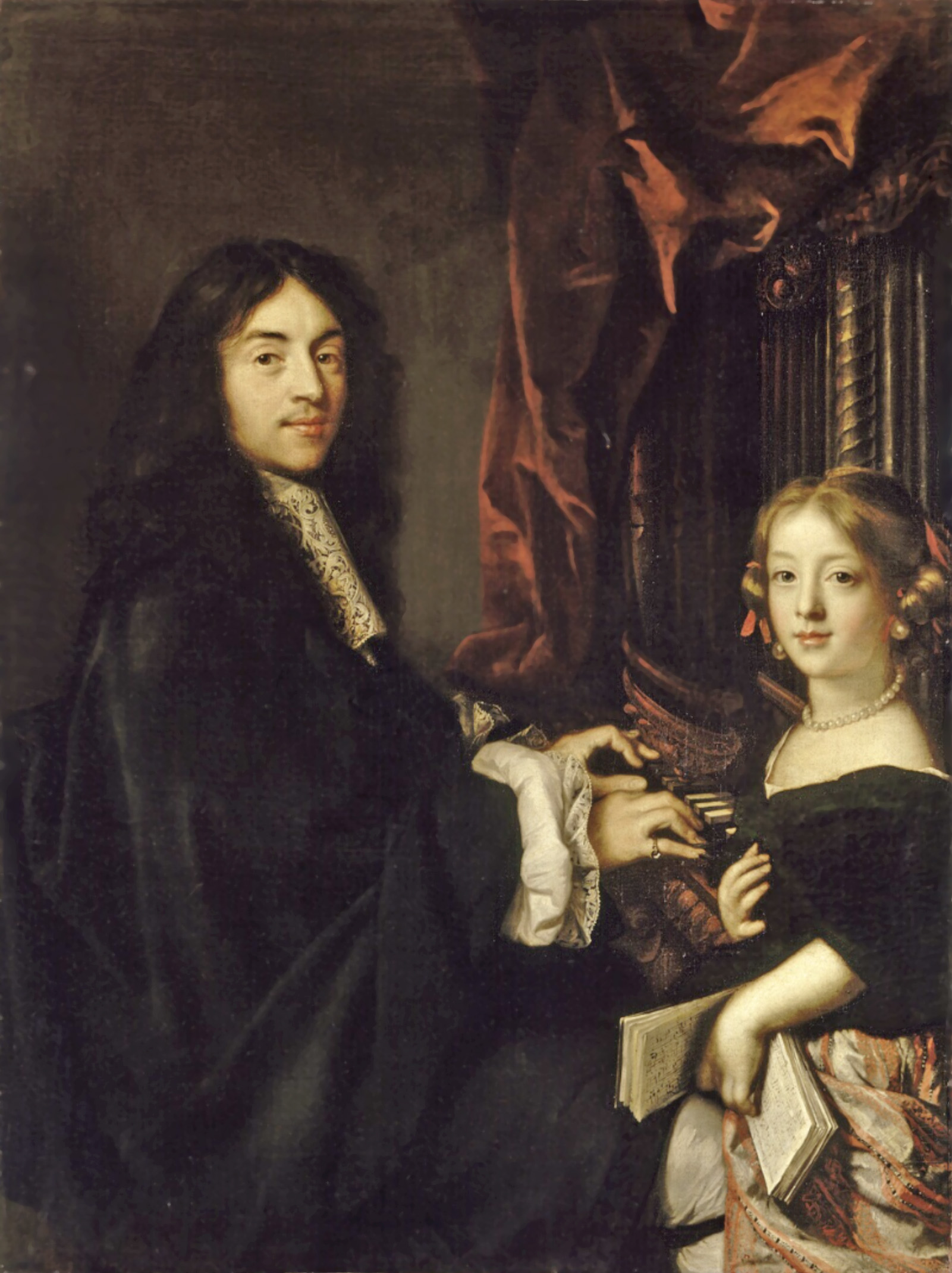
تشارلز كوبرين وابنة الرسام، حوالي 1665-1670

## أعمال
- تشارلز كوبران وابنة الرسام ، المتحف الوطني للقصر والتريانون في فرساي
- كلود سوميز ، أستاذ في جامعة لايد من 1632 إلى 1653 ، المتحف الوطني للقصر وتريانونس فرساي
- جان بابتيست كولبير (1619-1683) ، المتحف الوطني للقصر والتريانون في فرساي
- لويس الثاني دي بوربون، الأمير دي كوندي وابنه هنري جول دي بوربون، دوك دينجين ، المتحف الوطني للقصر وتريانون في فرساي
- لويز فرانسواز دو لا بوم لو بلان، دوقة لا فاليير وفوجور (1644-1710) ، المتحف الوطني للقصر والتريانون في فرساي
- صورة جاك دي سولكس تافاني ، متحف الفنون الجميلة في ديجون
- صورة لمدام دي سيليري ، متحف الفنون الجميلة في دول
- صورة لرجل ، متحف اللوفر
- صورة لرجل ، متحف إنجرس دي مونتوبان
- صورة للقاضي ، متحف الفنون الجميلة في كاين
- صورة مصورة لكلود إيمانويل لولييه، في شابيل ، متحف كوندي في شانتيلي، واز
- Un Précepteur et son élève ، متحف اللوفر
- صورة السيد بايليت ، مجموعة السيد كريستوف باستياني.

## روابط خارجية
- كلود ليفبفر في artcyclopedia.com
- ليفبفر، كلود (فونتينبلو، 1633 - باريس، 1675)